# 100 Brygada Okrętów Desantowych
100 Brygada Okrętów Desantowych – związek taktyczny Sił Zbrojnych Federacji Rosyjskiej w strukturach Floty Oceanu Spokojnego.
Dowództwo i sztab brygady stacjonuje (2008) w Fokinie.
| Okręty w 2008                   |               |                 |
| Nazwa                           | Typ           | Uwagi           |
| BDK-104 Nikołaj Wilkow          | Projektu 1171 | w linii od 1974 |
| BDK-98 Admirał Genadij Newelski | Projektu 775  | w linii od 1982 |
| BDK-101 Osłabia                 | Projektu 775  | w linii od 1981 |
| BDK-11 Piereswiet               | Projektu 775M | w linii od 1991 |
| Aleksandr Nikolajew             | Projektu 1174 | w linii od 1982 |